# Caratello

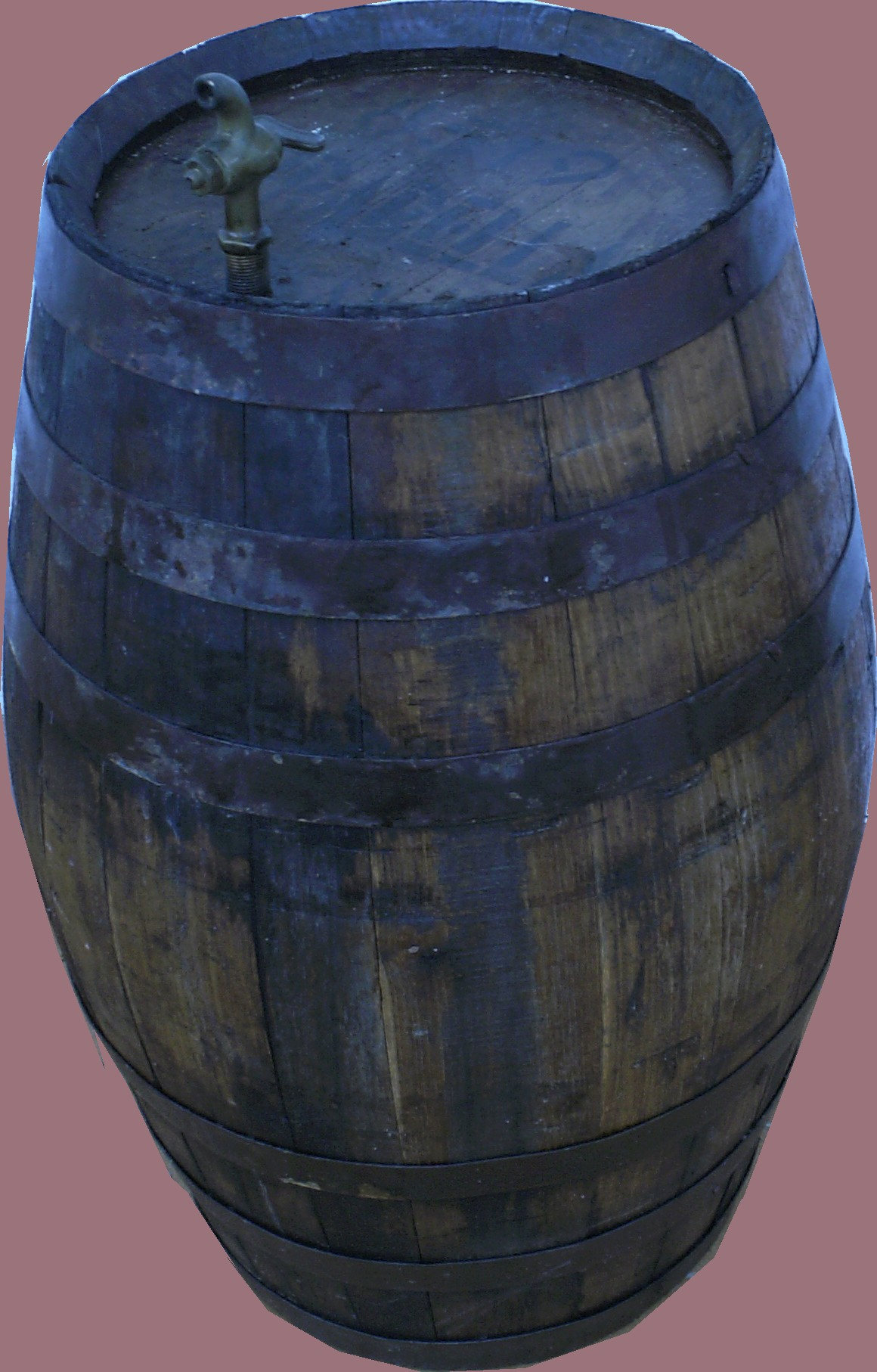
Un caratello

Il caratello o carratello è un vaso da vino o da liquore.
Usualmente con questo termine si intende un piccolo vaso di legno a forma di botte ma esteso maggiormente in lunghezza rispetto alla larghezza, di capacità variabile da 25 a 200 litri. Oggi ha perlopiù una capacità di 100 litri (1 hL), il doppio di un barile da vino. Veniva usato, oltre che per il trasporto di vini e liquori, per conservare e spedire pesce salato: questo uso avvenne particolarmente nelle città marinare e nelle imbarcazioni stesse nei secoli XVI-XVII. L'etimologia si attribuisce al latino medievale carratum, una specie di botte per trasportare il vino sui carri. Oggigiorno viene utilizzato soprattutto in Toscana per la produzione di vin santo e ha un processo di preparazione particolare al fine di ridurre il calo del prodotto a fine invecchiamento.